# Thiệu Giang
Thiệu Giang là một xã thuộc huyện Thiệu Hóa, tỉnh Thanh Hóa, Việt Nam.

## Địa lý
Xã Thiệu Giang nằm ở phía đông bắc huyện Thiệu Hóa, có vị trí địa lý:
- Phía đông giáp xã Thiệu Quang, huyện Thiệu Hóa.
- Phía nam giáp các xã Thiệu Hợp và Thiệu Duy, huyện Thiệu Hóa.
- Phía tây giáp xã Thiệu Long, huyện Thiệu Hóa.
- Phía bắc giáp xã Định Thành, huyện Yên Định.

Xã Thiệu Giang có diện tích 7,51 km², dân số năm 2022 là 7.423 người, mật độ dân số đạt 988 người/km².

## Lịch sử
Xã Thiệu Giang ngày nay gồm các làng: Đa Lộc (đầu thế kỉ 19 là thôn Hưng, xã Sơn Ôi, tổng Hải Quật, huyện Yên Định, từ thời Minh Mệnh đổi thành Đa Lộc), Trung (đầu thế kỉ 19 thuộc xã Sơn Ôi, tổng Hải Quật, huyện Yên Định), Hưng (phía đông giáp làng Nho, phía tây giáp làng Trung, phía nam giáp làng Tường thuộc xã Định Thành, huyện Yên Định, phía bắc giáp thôn Hưng Lâm), Nho (là làng Đường, xã An Xá, tổng Phùng Cầu, huyện Thụy Nguyên), Vĩnh Xuân (tên nôm là làng Chuối), Vân Điền thuộc huyện Thụy Nguyên, phủ Thiệu Hóa.
Cuối năm 1945, huyện Thụy Nguyên đổi thành huyện Thiệu Hóa.
Sau năm 1945, các thôn làng: Đa Lộc, Trung, Hưng, Nho, Vĩnh Xuân, Vân Điền thuộc xã Chùy Giang, huyện Thiệu Hóa.
Năm 1953, xã Chùy Giang chia thành các xã Thiệu Giang và Thiệu Long.
Năm 1977, xã Thiệu Giang cùng với các xã phía bắc sông Chu của huyện Thiệu Hóa sáp nhập với huyện Yên Định thành huyện Thiệu Yên.
Ngày 18 tháng 11 năm 1996, Chính phủ ban hành Nghị định số 72-CP về việc chuyển xã Thiệu Giang thuộc huyện Thiệu Yên về huyện Thiệu Hóa mới tái lập quản lý.

## Văn hóa
- Cụm đền thờ Lê Phụng Hiểu – Vũ Hồn – Khương Công Phụ[3].
- Đền thờ ngũ vị[3].